# Den unge soldaten
Den unge soldaten var en tidning som åren 1889–1994 utgavs av Frälsningsarmén och som riktade sig till de barn och ungdomar som var med i Frälsningsarméns söndagsskola och junioravdelningar.